# Michael Kiesen
Michael Kiesen (Pseudonym: Michael Mittnacht) ist ein deutscher Autor und Jurist.

## Leben
Michael Kiesen studierte in München und Tübingen Rechtswissenschaft und legte die Erste und Zweite juristische Staatsprüfung ab. Er lebt in Stuttgart.

## Schaffen
Michael Kiesen hat sich in seiner literarischen Arbeit mit drei Themenkreisen befasst. Amerikanisches Leben im Gegensatz zu europäischen Gegebenheiten auf der Grundlage von 6 Aufenthalten in den USA, dann deutsche Großstadtszene am Beispiel von Berlin, Frankfurt, München und Stuttgart und schließlich Lebensbedingungen junger Ausländer in Deutschland. Teilweise hat er die Form des Kriminalromans gewählt. Das Thema Ausländer und Ausländerfeindlichkeit hat Kiesen außerdem in zahlreichen Essays und Erzählungen behandelt, die besonders in der Zeitschrift „Die Brücke“ veröffentlicht wurden.

## Romane und Erzählungen
Thema USA
- Freunde in Manhattan, Roman, Pendragon Verlag, Bielefeld 1983, überarbeitete Neuausgabe 2020
- Der Diskuswerfer, Erzählung, Pendragon Verlag, Bielefeld 1994
- Hollywood Boulevard, Roman, Pendragon Verlag, Bielefeld 2005
- Boston Combat, Erzählungen, Pendragon Verlag, Bielefeld 2020

Thema deutsche Großstadtszene
- Die Wüste bei Stuttgart, Roman, Pendragon Verlag, Bielefeld 1989
- Menschenfalle, Roman, Pendragon Verlag, Bielefeld 1992
- West-östliche Begegnung, Erzählungen, Pendragon Verlag, Bielefeld 1997

Thema Ausländer in Deutschland
- Die spiegelnde Strafe, Roman, Pendragon Verlag, 1996
- Unerwünscht, Roman, Pendragon Verlag, 1998, (unter Pseudonym Michael Mittnacht)
- Nach Stammheim Dealer, Roman, Pendragon Verlag, 2007, Sonderausgabe Tandem Verlag, Potsdam
- Anfeindungen, Roman, Pendragon Verlag, Bielefeld 2010, Sonderausgabe als CD Tandem Verlag, Potsdam
- Halbmond über Berlin, Südwestbuch Verlag, Stuttgart 2013

Kriminalromane
- Ein Mord, auf den es nicht ankommt, Pendragon Verlag, Bielefeld, 1995, 2004
- Der nackte Sohn, Pendragon Verlag, Bielefeld, 2003
- Stuttgart Frühlingsfest, Pendragon Verlag, Bielefeld, 2006, Sonderausgabe Tandem Verlag, Potsdam
- Anfeindungen, Pendragon, Bielefeld 2010
- Alibi Paris, Südwestbuch Verlag, 2011